# Басано Брешано
Басано Брешано (итал. Bassano Bresciano) је насеље у Италији у округу Бреша, региону Ломбардија.
Према процени из 2011. у насељу је живело 2138 становника. Насеље се налази на надморској висини од 63 м.

## Становништво
| 1931. | 1936. | 1951. | 1961. | 1971. | 1981. | 1991. | 2001. | 2011. |
| ----- | ----- | ----- | ----- | ----- | ----- | ----- | ----- | ----- |
| 1.580 | 1.715 | 1.848 | 1.488 | 1.439 | 1.447 | 1.466 | 1.800 | 2.224 |